# Giuseppe Grezar
Giuseppe Grezar   (Trieste, 25 de novembre de 1918 - Superga, 4 de maig de 1949) fou un futbolista italià de la dècada de 1940.
Fou 8 cops internacional amb la selecció de futbol d'Itàlia. Pel que fa a clubs, destacà a Triestina i Torino FC. Va morir a l'accident aeri de Superga l'any 1949.
L'Stadio Giuseppe Grezar de Trieste duu el seu nom.